# Protaetia
Protaetia is een geslacht van kevers uit de familie bladsprietkevers (Scarabaeidae). Het geslacht werd voor het eerst wetenschappelijk beschreven in 1842 door Burmeister.

## Soorten
- Ondergeslacht  Acanthoprotaetia Mikšič, 1987
  - Protaetia (Acanthoprotaetia) niveoguttata Janson, 1876
- Ondergeslacht  Autoprotaetia Mikšič, 1965
  - Protaetia (Autoprotaetia) bipunctata (Gory & Percheron, 1833)
  - Protaetia (Autoprotaetia) ruteriana  Mikšič, 1965
  - Protaetia (Autoprotaetia) tenuivestis Moser, 1914
- Ondergeslacht  Bhaskaria  Mikšič, 1975
  - Protaetia (Bhaskaria) lombokiana Mikšič, 1975
  - Protaetia (Bhaskaria) nusatenggaraensis Jákl, 2012
- Ondergeslacht  Calopotosia Reitter, 1898
  - Protaetia (Calopotosia) descarpentriesi Ruter, 1978
  - Protaetia (Calopotosia) elegans Konetani, 1938
  - Protaetia (Calopotosia) inquinata Arrow, 1913
  - Protaetia (Calopotosia) lewisi Janson, 1888
  - Protaetia (Calopotosia) orientalis (Gory & Percheron, 1833)
- Ondergeslacht  Caloprotaetia Mikšič, 1963
  - Protaetia (Caloprotaetia) chewi Legrand, 2004
  - Protaetia (Caloprotaetia) procera White, 1856
  - Protaetia (Caloprotaetia) wongi Pavicevic, 1984
- Ondergeslacht  Celebesiana Alexis & Dupont, 2002
  - Protaetia (Celebesiana) kasriadii Alexis & Dupont, 2002
- Ondergeslacht  Cetonischema Reitter, 1898
  - Protaetia (Cetonischema) aeruginosa (Linnaeus, 1767)
  - Protaetia (Cetonischema) speciosa (Adams, 1817)
  - Protaetia (Cetonischema) speciosissima (Scopoli, 1786)
- Ondergeslacht  Chalcoprotaetia Mikšič, 1963
  - Protaetia (Chalcoprotaetia) franzi Mikšič, 1963
  - Protaetia (Chalcoprotaetia) philippensis (Fabricius, 1775)
  - Protaetia (Chalcoprotaetia) purpurissata Mohnike, 1873
- Ondergeslacht  Chrysoliocola Alexis & Dupont, 2002
  - Protaetia (Chrysoliocola) nodieri (Bourgoin, 1919)
- Ondergeslacht  Chrysopotosia Mikšič, 1966
  - Protaetia (Chrysopotosia) drumonti Alexis & Delpont, 1995
  - Protaetia (Chrysopotosia) mandschuriensis Schürhoff, 1933
  - Protaetia (Chrysopotosia) minshanensis Alexis & Delpont, 1996
- Ondergeslacht  Dicranobia Mikšič, 1963
  - Protaetia (Dicranobia) neonata Löbl, 2006
  - Protaetia (Dicranobia) potanini Kraatz, 1889
  - Protaetia (Dicranobia) sauteri Moser, 1913
  - Protaetia (Dicranobia) soulai Devecis, 2006
- Ondergeslacht  Endroedia Mikšič, 1968
  - Protaetia (Endroedia) latimarginalis Ma, 1992
  - Protaetia (Endroedia) ligularis Ma, 1992
  - Protaetia (Endroedia) sutchuenica Mikšič, 1984
  - Protaetia (Endroedia) szechenyi (Frivaldszky, 1890)
- Ondergeslacht  Eumimimetica Kraatz, 1881
  - Protaetia (Eumimimetica) terrosa (Gory & Percheron, 1833)
- Ondergeslacht  Eupotosia Mikšič, 1954
  - Protaetia (Eupotosia) affinis (Andersch, 1797)
  - Protaetia (Eupotosia) mirifica (Mulsant, 1842)
- Ondergeslacht  Euprotaetia Mikšič, 1963
  - Protaetia (Euprotaetia) bifenestrata (Chevrolat, 1841)
  - Protaetia (Euprotaetia) boholica  Mohnike, 1873
  - Protaetia (Euprotaetia) endroedii Mikšič, 1963
  - Protaetia (Euprotaetia) gertrudae Arnaud, 1989
  - Protaetia (Euprotaetia) inexpectata Pavicevic, 1986
  - Protaetia (Euprotaetia) kuehbanderi Mikšič, 1983
  - Protaetia (Euprotaetia) lumawigi Arnaud, 1987
  - Protaetia (Euprotaetia) mariae Arnaud, 2004
  - Protaetia (Euprotaetia) nox Janson, 1876
  - Protaetia (Euprotaetia) teisseyrei Arnaud, 1989
  - Protaetia (Euprotaetia) uhligi Arnaud, 1987
- Ondergeslacht  Euprotaetiomima Legrand & Chew, 2004
  - Protaetia (Euprotaetiomima) marlenae Legrand & Chew, 2004
- Ondergeslacht  Fairmairiana Alexis & Delpont, 1998
  - Protaetia (Fairmairiana) acantha Ma, 1993
  - Protaetia (Fairmairiana) bousqueti  (Alexis & Delpont, 1998)
  - Protaetia (Fairmairiana) davidiana  (Fairmaire, 1889)
  - Protaetia (Fairmairiana) delavayi  (Fairmaire, 1888)
- Ondergeslacht  Finkia Mikšič, 1965
  - Protaetia (Finkia) jacobsoni Moser, 1915
  - Protaetia (Finkia) lyrata Mohnike, 1871
  - Protaetia (Finkia) nigrobrunnea Moser, 1909
  - Protaetia (Finkia) palembangeana Mikšič, 1987
- Ondergeslacht  Foveopotosia Mikšič, 1959
  - Protaetia (Foveopotosia) judith (Reiche, 1871)
- Ondergeslacht  Goetzia Mikšič, 1963
  - Protaetia (Goetzia) andamanarum Janson, 1877
  - Protaetia (Goetzia) luridoguttata  (Moser, 1918)
  - Protaetia (Goetzia) prunina Arrow, 1910
- Ondergeslacht  Gonoprotaetia Mikšič, 1965
  - Protaetia (Gonoprotaetia) novaki Mikšič, 1963
- Ondergeslacht  Heteroprotaetia Mikšič, 1963
  - Protaetia (Heteroprotaetia) fusca (Herbst, 1790)
- Ondergeslacht  Indoprotaetia Mikšič, 1968
  - Protaetia (Indoprotaetia) alboguttata (Vigors, 1826)
  - Protaetia (Indoprotaetia) wiebesi Mikšič, 1966
- Ondergeslacht  Kuytenia Mikšič, 1963
  - Protaetia (Kuytenia) lineata Mohnike, 1873
- Ondergeslacht  Liocola Thomson, 1859
  - Protaetia (Liocola) auripes (Hope, 1831)
  - Protaetia (Liocola) brevitarsis Lewis, 1879
  - Protaetia (Liocola) cataphracta Arrow, 1913
  - Protaetia (Liocola) cathaica Bates, 1890
  - Protaetia (Liocola) chicheryi Antoine, 1991
  - Protaetia (Liocola) formosana Moser, 1910
  - Protaetia (Liocola) hainanensis (Devecis, 2004)
  - Protaetia (Liocola) himalayana Mikšič, 1981
  - Protaetia (Liocola) insperata Lewis, 1879
  - Protaetia (Liocola) marmorata (Fabricius, 1792)
  - Protaetia (Liocola) miharai Alexis & Delpont, 1998
  - Protaetia (Liocola) miyakoensis Nijima & Kinoshita, 1923
  - Protaetia (Liocola) nigropurpurea Iwata, 1941
  - Protaetia (Liocola) olivacea Ma Wenzhen, 1993
  - Protaetia (Liocola) pulverisata (Devecis, 2004)
  - Protaetia (Liocola) rudis Ma Wenzhen, 1993
  - Protaetia (Liocola) sircari Alexis & Delpont, 1998
  - Protaetia (Liocola) speculifera (Swartz, 1817)
  - Protaetia (Liocola) tropida Ma Wenzhen, 1993
- Ondergeslacht  Macroliocola Alexis & Delpont, 1998
  - Protaetia (Macroliocola) montana (Nonfried, 1891)
- Ondergeslacht  Macroprotaetia Mikšič, 1965
  - Protaetia (Macroprotaetia) distincta Antoine & Pavicevic, 1994
  - Protaetia (Macroprotaetia) gestroi Mikšič, 1970
  - Protaetia (Macroprotaetia) inanis (Wallace, 1868)
  - Protaetia (Macroprotaetia) maxwelli Jákl, 2011
  - Protaetia (Macroprotaetia) milani Antoine & Pavicevic, 1994
  - Protaetia (Macroprotaetia) rubrocuprea Bourgoin, 1917
- Ondergeslacht  Miksicoprotaetia Legrand & Chew, 2010
  - Protaetia (Miksicoprotaetia) acutissima Mohnike, 1871
  - Protaetia (Miksicoprotaetia) gillesi Legrand, 2013
  - Protaetia (Miksicoprotaetia) laotica Legrand, 2013
- Ondergeslacht  Netocia Costa, 1852  (synonym Potosia Mulsant & Rey, 1871)
  - Protaetia (Netocia) aethiessina Reitter, 1891
  - Protaetia (Netocia) afflicta (Gory & Percheron, 1833)
  - Protaetia (Netocia) afghana Petrovitz, 1935
  - Protaetia (Netocia) angustata (Germar, 1817)
  - Protaetia (Netocia) besucheti Alexis & Delpont, 1996
  - Protaetia (Netocia) caucasica Kolenati, 1845
  - Protaetia (Netocia) cretica (Kraatz, 1880)
  - Protaetia (Netocia) cuprea  (Fabricius, 1775)
  - Protaetia (Netocia) cuprina (Motschulsky, 1849)
  - Protaetia (Netocia) famelica (Janson, 1879)
  - Protaetia (Netocia) fausti (Kraatz, 1891)
  - Protaetia (Netocia) fieberi (Kraatz, 1880)
  - Protaetia (Netocia) flutschiana (Motreuil & Legrand, 2008)
  - Protaetia (Netocia) funebris (Gory & Percheron, 1833)
  - Protaetia (Netocia) funesta (Ménétriès, 1836)
  - Protaetia (Netocia) hajastanica Ghrejyan & Kalashian, 2017
  - Protaetia (Netocia) hieroglyphica (Ménétries, 1832)
  - Protaetia (Netocia) ikonomovi (Mikšič, 1958)
  - Protaetia (Netocia) impavida (Janson, 1879)
  - Protaetia (Netocia) indica Mikšič, 1965
  - Protaetia (Netocia) intricata Saunders, 1852
  - Protaetia (Netocia) jelineki Petrovitz, 1981
  - Protaetia (Netocia) karelini (Zoubkov, 1829)
  - Protaetia (Netocia) keithi (Motreuil & Legrand, 2008)
  - Protaetia (Netocia) marginicollis (Ballion, 1870)
  - Protaetia (Netocia) mayeti Lecomte, 1905
  - Protaetia (Netocia) metallica  (Herbst, 1782)
  - Protaetia (Netocia) morio  (Fabricius, 1781)
  - Protaetia (Netocia) multifoveolata Reitter, 1898
  - Protaetia (Netocia) neglecta (Hope, 1831)
  - Protaetia (Netocia) nitididorsis (Fairmaire, 1889)
  - Protaetia (Netocia) oblonga (Gory & Percheron, 1833)
  - Protaetia (Netocia) opaca  (Fabricius, 1787)
  - Protaetia (Netocia) paulianiana Antoine, 1989
  - Protaetia (Netocia) proctotricha (Fischer von Waldheim, 1842)
  - Protaetia (Netocia) rhodensis (Rataj, 1998)
  - Protaetia (Netocia) sardea (Gory & Percheron, 1833)
  - Protaetia (Netocia) splendidula (Faldermann, 1835)
  - Protaetia (Netocia) squamosa (Lefebvre, 1827)
  - Protaetia (Netocia) subpilosa (Desbrochers des Loges, 1869)
  - Protaetia (Netocia) trojana (Gory & Percheron, 1833)
  - Protaetia (Netocia) ungarica  (Herbst, 1790)
  - Protaetia (Netocia) vidua (Gory & Percheron, 1833)
  - Protaetia (Netocia) yunnana Mikšič, 1965
- Ondergeslacht  Netociomima Mikšič, 1963
  - Protaetia (Netociomima) adspersa Moser, 1907
  - Protaetia (Netociomima) aruensis Mikšič, 1965
  - Protaetia (Netociomima) davaoana Moser, 1917
  - Protaetia (Netociomima) engelhardi Ritsema, 1884
  - Protaetia (Netociomima) fruhstorferi Heller, 1898
  - Protaetia (Netociomima) handschini Valck-Lucassen, 1936
  - Protaetia (Netociomima) insularis Moser, 1914
  - Protaetia (Netociomima) keyensis Moser, 1914
  - Protaetia (Netociomima) papuana Moser, 1914
  - Protaetia (Netociomima) prolongata (Gory & Percheron, 1833)
  - Protaetia (Netociomima) solorensis (Wallace, 1867)
  - Protaetia (Netociomima) taciturna (Guérin-Ménéville, 1830)
  - Protaetia (Netociomima) tesari Mikšič, 1965
  - Protaetia (Netociomima) tristicula (Kraatz, 1898)
  - Protaetia (Netociomima) turlini Antoine, 1996
- Ondergeslacht  Niponoprotaetia Mikšič, 1966
  - Protaetia (Niponoprotaetia) exasperata Shiraka, 1913
  - Protaetia (Niponoprotaetia) lenzi (Harold, 1876)
- Ondergeslacht  Odontoprotaetia Mikšič, 1963
  - Protaetia (Odontoprotaetia) butozani Mikšič, 1963
  - Protaetia (Odontoprotaetia) cupriceps Moser, 1917
  - Protaetia (Odontoprotaetia) hallegueni Arnaud, 2004
  - Protaetia (Odontoprotaetia) venerabilis (Mohnike, 1873)
- Ondergeslacht  Oreopotosia Medvedev, 1964
  - Protaetia (Oreopotosia) adelpha Ruter, 1978
  - Protaetia (Oreopotosia) dayaoensis Ma, 1993
  - Protaetia (Oreopotosia) rufescens Ma, 1987
  - Protaetia (Oreopotosia) thibetana Kraatz, 1889
- Ondergeslacht  Oxyperatex Krikken, 1982
  - Protaetia (Oxyperatex) spectabilis (Schaum, 1841)
- Ondergeslacht  Pachyprotaetia Mikšič, 1965
  - Protaetia (Pachyprotaetia) chaminadei Antoine, 1991
  - Protaetia (Pachyprotaetia) chicheryiana Antoine, 1992
  - Protaetia (Pachyprotaetia) ciliata (Olivier, 1785)
  - Protaetia (Pachyprotaetia) confusa (Gory & Percheron, 1833)
  - Protaetia (Pachyprotaetia) crassipes (Wallace, 1867)
  - Protaetia (Pachyprotaetia) engganica Jákl, 2011
  - Protaetia (Pachyprotaetia) fukinukii Krajcik, 2007
  - Protaetia (Pachyprotaetia) hamidi Jákl, 2008
  - Protaetia (Pachyprotaetia) medvedevi Mikšič, 1965
  - Protaetia (Pachyprotaetia) mentawaica Jákl, 2011
  - Protaetia (Pachyprotaetia) miksiciana Ruter, 1978
  - Protaetia (Pachyprotaetia) mineti Ruter, 1978
  - Protaetia (Pachyprotaetia) mixta (Weber, 1801)
  - Protaetia (Pachyprotaetia) peterjacki Legrand & Chew, 2010
  - Protaetia (Pachyprotaetia) rataji Mikšič, 1980
  - Protaetia (Pachyprotaetia) sakaiana Antoine, 2001
  - Protaetia (Pachyprotaetia) strigicollis (Kraatz, 1885)
  - Protaetia (Pachyprotaetia) ventralis (Fairmaire, 1893)
- Ondergeslacht  Philhelena Thomson, 1880
  - Protaetia (Philhelena) afflicta (Gory & Percheron, 1833)
  - Protaetia (Philhelena) ignisternum (Reitter, 1891)
  - Protaetia (Philhelena) minima Krajcik, 2011
  - Protaetia (Philhelena) shamil Olsoufieff, 1916
  - Protaetia (Philhelena) ungarica (Herbst, 1790)
- Ondergeslacht  Poecilophana Kraatz, 1895
  - Protaetia (Poecilophana) audreyae Arnaud, 1989
  - Protaetia (Poecilophana) juliae Nagai, 1984
  - Protaetia (Poecilophana) ochroplagiata (Heller, 1895)
- Ondergeslacht  Potosiomima Mikšič, 1968
  - Protaetia (Potosiomima) aurichalcea  (Fabricius, 1775)
- Ondergeslacht  Progastor Thomson, 1880
  - Protaetia (Progastor) horni Kraatz, 1900
  - Protaetia (Progastor) regalis (Blanchard, 1842)
- Ondergeslacht  Protaetia Burmeister, 1842(i snever forstand)
  - Protaetia (Protaetia) advena Janson, 1877
  - Protaetia (Protaetia) allardi Rataj, 1986
  - Protaetia (Protaetia) ambigua (Chevrolat, 1841)
  - Protaetia (Protaetia) anneliae Reichenbach, 1895
  - Protaetia (Protaetia) anovittata (Chevrolat, 1841)
  - Protaetia (Protaetia) antoinei Arnaud, 1989
  - Protaetia (Protaetia) bidentipes Arrow, 1907
  - Protaetia (Protaetia) boudanti Arnaud, 1992
  - Protaetia (Protaetia) boulleti Arnaud, 1989
  - Protaetia (Protaetia) bremei Schaum, 1844
  - Protaetia (Protaetia) burmanica Mikšič, 1983
  - Protaetia (Protaetia) buruensis Moser, 1914
  - Protaetia (Protaetia) calcuttensis Burmeister, 1842
  - Protaetia (Protaetia) candezei (Lansberge, 1880)
  - Protaetia (Protaetia) cariana (Gestro, 1891)
  - Protaetia (Protaetia) carinicollis Moser, 1907
  - Protaetia (Protaetia) catanduanesiensis Mikšič, 1963
  - Protaetia (Protaetia) celebica (Wallace, 1867)
  - Protaetia (Protaetia) ciocolatina (Wallace, 1867)
  - Protaetia (Protaetia) coenosa (Westwood, 1849)
  - Protaetia (Protaetia) coeruleosignata (Mohnike, 1873)
  - Protaetia (Protaetia) compacta (Mohnike, 1873)
  - Protaetia (Protaetia) cupreola Kraatz, 1899
  - Protaetia (Protaetia) cupripes (Wiedemann, 1821)
  - Protaetia (Protaetia) dubitativa Arnaud, 2004
  - Protaetia (Protaetia) ducalis Mohnike, 1873
  - Protaetia (Protaetia) elizabethae Pavicevic, 1988
  - Protaetia (Protaetia) evangelinae Arnaud, 2000
  - Protaetia (Protaetia) ferruginea (Gory & Percheron, 1833)
  - Protaetia (Protaetia) francisi Arnaud, 1989
  - Protaetia (Protaetia) fuscovirens Bourgoin, 1916
  - Protaetia (Protaetia) goudoti Burmeister, 1842
  - Protaetia (Protaetia) guérini (Eydoux, 1839)
  - Protaetia (Protaetia) gueyraudi Antoine, 1994
  - Protaetia (Protaetia) guttulata Burmeister, 1842
  - Protaetia (Protaetia) hageni Ritsema, 1885
  - Protaetia (Protaetia) hammondi Legrand, 2008
  - Protaetia (Protaetia) heinrichi Legrand, 2008
  - Protaetia (Protaetia) hiekeiana Mikšič, 1970
  - Protaetia (Protaetia) humeralis (Montrouzier, 1855)
  - Protaetia (Protaetia) ignot Schein, 1956
  - Protaetia (Protaetia) igorata Schultze, 1916
  - Protaetia (Protaetia) incerta (Mohnike, 1873)
  - Protaetia (Protaetia) indecora Kraatz, 1885
  - Protaetia (Protaetia) ismaeli Arnaud, 1989
  - Protaetia (Protaetia) johani Arnaud, 1992
  - Protaetia (Protaetia) kawaii Krajcik & Jákl, 2005
  - Protaetia (Protaetia) kulzeri Schein, 1957
  - Protaetia (Protaetia) kurosawai Kobayashi, 1994
  - Protaetia (Protaetia) labarosae Arnaud, 2000
  - Protaetia (Protaetia) leucogramma (Mohnike, 1873)
  - Protaetia (Protaetia) leucopyga Burmeister, 1847
  - Protaetia (Protaetia) limbicollis (Fairmaire, 1884)
  - Protaetia (Protaetia) lineata (Mohnike, 1873)
  - Protaetia (Protaetia) marceani (Montrouzier, 1855)
  - Protaetia (Protaetia) miksici Ruter, 1972
  - Protaetia (Protaetia) mindoroensis Kraatz, 1894
  - Protaetia (Protaetia) nigra Moser, 1905
  - Protaetia (Protaetia) nocturna Moser, 1909
  - Protaetia (Protaetia) obiensis Moser, 1914
  - Protaetia (Protaetia) obscurella (Gory & Percheron, 1833)
  - Protaetia (Protaetia) obtusa (Wallace, 1867)
  - Protaetia (Protaetia) pauperata (Haller, 1884)
  - Protaetia (Protaetia) pavicevici Arnaud, 1992
  - Protaetia (Protaetia) peregrina (Herbst, 1790)
  - Protaetia (Protaetia) plebeja (Mohnike, 1873)
  - Protaetia (Protaetia) prevosti Legrand & Chew, 2010
  - Protaetia (Protaetia) pseudoheydeni Mikšič, 1965
  - Protaetia (Protaetia) puncticollis Heller, 1897
  - Protaetia (Protaetia) quadriadspersa (Gory & Percheron, 1833)
  - Protaetia (Protaetia) querula (Newman, 1841)
  - Protaetia (Protaetia) rana Arrow, 1910
  - Protaetia (Protaetia) reflexa Moser, 1918
  - Protaetia (Protaetia) resplendens Burmeister, 1842
  - Protaetia (Protaetia) ruteri Paulian, 1960
  - Protaetia (Protaetia) salomoensis Moser, 1914
  - Protaetia (Protaetia) salvazai Bourgoin, 1919
  - Protaetia (Protaetia) sangirensis (Lansberge, 1880)
  - Protaetia (Protaetia) scepsia Dohrn, 1872
  - Protaetia (Protaetia) scutellaris (Schaufuss, 1885)
  - Protaetia (Protaetia) siamensis (Nonfried, 1891)
  - Protaetia (Protaetia) squamipennis Burmeister, 1842
  - Protaetia (Protaetia) subviridis (Newman, 1841)
  - Protaetia (Protaetia) sulana Moser, 1914
  - Protaetia (Protaetia) sulawesiana Antoine, 2000
  - Protaetia (Protaetia) talicici Arnaud, 2000
  - Protaetia (Protaetia) tenuicollis (Mohnike, 1873)
  - Protaetia (Protaetia) ternatana Mohnike, 1871
  - Protaetia (Protaetia) tibialis (MacLeay, 1863)
  - Protaetia (Protaetia) tomiana Moser, 1914
  - Protaetia (Protaetia) vermifer (Haller, 1884)
  - Protaetia (Protaetia) vietnamica Mikšič, 1984
- Ondergeslacht  Protaetiola Mikšič, 1963
  - Protaetia (Protaetiola) bellula Ma, 1993
  - Protaetia (Protaetiola) caudata Arrow, 1910
  - Protaetia (Protaetiola) conspersa Janson, 1877
  - Protaetia (Protaetiola) delponti Arnaud, 2004
  - Protaetia (Protaetiola) longipennis Arrow, 1910
  - Protaetia (Protaetiola) mohagani Legrand & Chew, 2004
  - Protaetia (Protaetiola) multiguttulata (Mohnike, 1873)
- Ondergeslacht  Protaetiophana Heller, 1896
  - Protaetia (Protaetiophana) excisithorax Heller, 1896
- Ondergeslacht  Pseudanatona Kraatz, 1898
  - Protaetia (Pseudanatona) rufocuprea (Gory & Percheron, 1833)
- Ondergeslacht  Pseudocalopotosia Mikšič, 1966
  - Protaetia (Pseudocalopotosia) ishigakia (Fairmaire, 1898)
- Ondergeslacht  Pseudocetonischema Mikšič, 1965
  - Protaetia (Pseudocetonischema) ceylanica Schoch, 1894
  - Protaetia (Pseudocetonischema) collfsi (Lansberge, 1880)
  - Protaetia (Pseudocetonischema) fulgidipes Bourgoin, 1919
  - Protaetia (Pseudocetonischema) microbalia Heller, 1897
  - Protaetia (Pseudocetonischema) pretiosa (Nonfried, 1891)
  - Protaetia (Pseudocetonischema) timorensis Schoch, 1896
- Ondergeslacht  Pseudonetocia Medvedev, 1964
  - Protaetia (Pseudonetocia) cyanescens (Kraatz, 1883)
  - Protaetia (Pseudonetocia) kulabensis (Reitter, 1893)
- Ondergeslacht  Pyropotosia Reitter, 1898
  - Protaetia (Pyropotosia) oschimana (Nonfried, 1895)
  - Protaetia (Pyropotosia) pryeri Janson, 1888
- Ondergeslacht  Singhalopotosia Mikšič, 1987
  - Protaetia (Singhalopotosia) whitehousei (Schaum, 1848)
- Ondergeslacht  Stethoprotaetia Legrand, 2012
  - Protaetia (Stethoprotaetia) lecourti Legrand, 2012
  - Protaetia (Stethoprotaetia) tingaudi (Alexis & Delpont, 1998)
- Ondergeslacht  Tomentoprotaetia Mikšič, 1987
  - Protaetia (Tomentoprotaetia) bokonjici Mikšič, 1966
  - Protaetia (Tomentoprotaetia) culta (Waterhouse, 1879)
- Ondergeslacht  Vietnamoprotaetia Mikšič, 1971
  - Protaetia (Vietnamoprotaetia) aeneipes (Bourgoin, 1920)
  - Protaetia (Vietnamoprotaetia) sericophora (Seilliere, 1910)
- Ikke plassert til underslekt:
  - Protaetia absidata Ma, 1993
  - Protaetia agglomerata (Solsky, 1876)
  - Protaetia andrewsi Gahan, 1900
  - Protaetia annae (Reitter, 1891)
  - Protaetia asiatica (Faldermann, 1835)
  - Protaetia bogdanoffi (Solsky, 1875)
  - Protaetia cyanea (Kraatz, 1886)
  - Protaetia degrevei (Alexis & Delpont, 1998)
  - Protaetia excavata (Gory & Percheron, 1833)
  - Protaetia flutschi Legrand, 2005
  - Protaetia golestanica (Alexis & Delpont, 2001)
  - Protaetia herteli Mikšič, 1962
  - Protaetia interruptecostata (Ballion, 1870)
  - Protaetia jakli (Montreuil & Legrand, 2008)
  - Protaetia kalisi Schauer, 1939
  - Protaetia karbalayei Alexis & Delpont, 2002
  - Protaetia khorasanica (Montreuil & Legrand, 2008)
  - Protaetia kohouseki (Rataj, 1998)
  - Protaetia laevicostata Fairmaire, 1889
  - Protaetia lambillionea Alexis & Delpont, 2000
  - Protaetia latimarginalis Ma, 1992
  - Protaetia lorkovici Mikšič, 1962
  - Protaetia loudai Rataj, 1998
  - Protaetia lugubrides (Schürhoff, 1933)
  - Protaetia pectoralis Mohnike, 1871
  - Protaetia persica Kraatz, 1886
  - Protaetia petrovi Gusakov, 2007
  - Protaetia porloyi Jákl, 2010
  - Protaetia pseudohageni Mikšič, 1963
  - Protaetia purpureipes Matsumura, 1911
  - Protaetia renei (Rataj, 1986)
  - Protaetia shelkovnikovi (Zaitzev, 1918)
  - Protaetia sutteri Scehin, 1956
  - Protaetia turkestanica Kraatz, 1886
  - Protaetia zagrosica Alexis & Delpont, 2001